# Lorenzo Vázquez (Fußballspieler)
Lorenzo Vázquez, auch bekannt unter dem Spitznamen „Lolo“, war ein peruanischer Fußballspieler, der vorwiegend im Mittelfeld eingesetzt wurde.

## Leben
Vázquez spielte wahrscheinlich beim peruanischen Verein Centro Iqueño, bevor er 1945 vom mexikanischen Erstligisten Asociación Deportiva Orizabeña (A.D.O.) verpflichtet wurde, für den er in den folgenden vier Spielzeiten bis 1949 auflief.
Seinen ersten Treffer in der mexikanischen Profiliga erzielte er am 3. Februar 1946 bei einem Auswärtsspiel gegen den CF Monterrey, das 2:3 verloren wurde.
Die meisten Ligatore und seinen einzigen „Doppelpack“ in der mexikanischen Liga erzielte „Lolo“ Vázquez in der Saison 1948/49, als er 3 Treffer (alle gegen Atlas Guadalajara) erzielte. In Guadalajara gelangen ihm am 14. November 1948 beide Treffer seiner Mannschaft, durch die beim Endstand von 2:2 ein Punkt aus dem Parque Oro entführt werden konnte. Beim Heimspiel am 5. Juni 1949 gelang ihm der Führungstreffer zum 1:0, wodurch der Grundstein für den späteren 3:2-Sieg von A.D.O. gelegt wurde.
Nachdem die A.D.O. ihre Mannschaft aus dem Profifußball zurückgezogen hatte, wechselte Vázquez für die Saison 1949/50 zum Stadtrivalen UD Moctezuma.